# Bageshwar (stad)
Bageshwar is een stad en gemeente in het district Bageshwar van de Indiase staat Uttarakhand. 

## Demografie
Volgens de Indiase volkstelling van 2001 wonen er 7.803 mensen in Bageshwar, waarvan 55% mannelijk en 45% vrouwelijk is. De plaats heeft een alfabetiseringsgraad van 75%. 